# Teillots
Teillots là một xã, nằm ở tỉnh Dordogne vùng Aquitaine của Pháp. Xã này có diện tích 10,02 km², dân số năm 2007 là 129 người. Xã nằm ở khu vực có độ cao trung bình 283 m trên mực nước biển.

## Hành chính
| Danh sách các xã trưởng                |           |                |      |                |
| Giai đoạn                              | Giai đoạn | Tên            | Đảng | Tư cách        |
| tháng 3 năm 2001                       | mars 2008 | Jean Daurat    | -    | -              |
| tháng 3 năm 2008                       | en cours  | Michel Lapouge | PS   | phó hành chính |
| Tất cả các dữ liệu trước đây không rõ. |           |                |      |                |

## Thông tin nhân khẩu
| Năm    | 1962 | 1968 | 1975 | 1982 | 1990 | 1999 | 2007 |
| ------ | ---- | ---- | ---- | ---- | ---- | ---- | ---- |
| Dân số | 191  | 152  | 132  | 131  | 123  | 137  | 129  |